# Saïd Saïd Hamadi
Saïd Saïd Hamadi est un homme politique comorien né le 20 mai 1951 à Majunga (Madagascar). 

## Biographie
Entré dans l’administration française en 1975, au Ministère des Affaires Étrangères, il a occupé différents postes dans l'administration ainsi qu'au sein des Ambassades de France à Madagascar et au Kenya. Saïd Saïd Hamadi est considéré comme un spécialiste des Comores et de la sous-région[réf. nécessaire].
Saïd Saïd Hamadi a été ministre des finances. En mars 1998, il est nommé ministre délégué à la Présidence de la République des Comores, chargé de la coordination gouvernementale.
En vertu du Décret 98-199/PR du 25 octobre 1998, il assure la Présidence de la République par intérim jusqu'au décès du Président Mohamed Taki Abdulkarim en 1998. Les militaires, notamment leur chef d'État-Major, le colonel Azali Assoumani, ont alors demandé à Saïd Saïd Hamadi de conserver le pouvoir[réf. nécessaire]. Saïd Saïd Hamadi a refusé[réf. nécessaire] afin de se conformer à la Constitution qui prévoit qu'en cas de décès du chef de l'État, l'intérim est assuré par le président du Haut Conseil de la République, pour un délai de trois mois jusqu'à l'élection du nouveau président. La nomination de Abbas, comme premier ministre, a eu pour effet de le positionner dans l'opposition.
Le 30 avril 1999, l’armée dirigée par son chef d'État-Major, le colonel Azali Assoumani, a pris le pouvoir par un putsch.
En 2007, Saïd Saïd Hamadi est élu maire de la ville Mtsangadjou-Dimani.
Il est en outre Président d'honneur du PRD-MZINGARA, un parti politique qu'il a lui-même créé. Il se situe dans l'opposition au gouvernement actuel.
Il est par ailleurs intervenu aux côtés de Maryam Radjavi, présidente de la Résistance Iranienne lors d’une conférence internationale « l’Islam tolérant contre l’intégrisme » tenue le 6 septembre 2008 à Paris. Cette dernière réunissait des nombreux acteurs du monde musulman en faveur de la Paix et de la Tolérance. Saïd Saïd Hamadi s'est exprimé en faveur d'« Un Islam brillant basé sur la Solidarité ».